# Hunt: Showdown
Hunt: Showdown est un jeu vidéo de tir à la première personne et un survival horror développé et édité par Crytek, sorti en 2019 sur Microsoft Windows et Xbox One, en 2020 sur PlayStation 4, puis en 2024 sur PlayStation 5 et Xbox Series sous le nom Hunt: Showdown 1896.

## Système de jeu
Hunt: Showdown est un jeu de tir à la première personne en multijoueur se déroulant dans des marais de Louisiane dans les années 1890. Les joueurs doivent chasser en équipe des créatures monstrueuses et défendre leur butin face aux autres joueurs et tenter de s'extraire (quitter la partie) grâce aux différents points d'extraction de la carte. Les joueurs peuvent jouer seul ou avec des amis.

## Développement
Le jeu est annoncé en juin 2014 sous le nom Hunt: Horrors of the Gilded Age. Il est développé par Crytek USA. En juillet 2014, le développement est transféré vers le studio de Crytek à Francfort. En 2017, le jeu est renommé Hunt: Showdown et un accès anticipé sur Steam est annoncé ; celui-ci débute le 22 février 2018.
Hunt: Showdown sort sur Microsoft Windows le 27 août 2019, sur Xbox One le 19 septembre 2019, puis sur PlayStation 4 le 18 février 2020.

## Réception
Le jeu a reçu des notes très positives, surtout grace à son ambiance de tension permanente très réussie et grâce à son univers (dans une époque far-west mais avec des monstres) très peu présent dans l'univers des FPS.[réf. nécessaire]

### Critiques
1. ↑  « TEST de Hunt Showdown : Le meilleur FPS coopératif de ces dernières années », sur Gameblog.
2. ↑  (en) « Hunt: Showdown », sur Metacritic (consulté le 17 juillet 2021).

### Autres références
1. ↑  Nyam Hazz, « Test Hunt Showdown sur PS4, Xbox One, PC », sur Millenium, 25 février 2020 (consulté le 17 avril 2020)
2. ↑  Nourdine Nini, « VIDÉO. Crytek annonce HUNT : Horrors of the Gilded Age », sur Gameblog, 3 juin 2014 (consulté le 17 avril 2020)
3. ↑  (en) Samit Sarkar, « Homefront: The Revolution devs to move to Deep Silver as Crytek scales back two studios », sur Polygon, 30 juillet 2014 (consulté le 17 avril 2020)
4. ↑  (en) Daniel Krupa, « Hunt: Showdown Coming to Steam Early Access », sur IGN, 12 octobre 2017 (consulté le 17 avril 2020)
5. ↑  « Hunt : Showdown est entré en phase d'accès anticipé », sur Jeuxvideo.com, 23 février 2018 (consulté le 17 avril 2020)
6. ↑  Camille Allard, « Hunt Showdown se trouve une date de sortie », sur Gameblog, 3 juillet 2019 (consulté le 17 avril 2020)
7. ↑  « Hunt Showdown : Sortie repoussée au 19 septembre sur Xbox One », sur Jeuxvideo.com, 2 septembre 2019 (consulté le 17 avril 2020)
8. ↑  Camille Allard, « Hunt Showdown va sortir sur PS4, le Cross-play Xbox One est prévu », sur Gameblog, 17 janvier 2020 (consulté le 17 avril 2020)